# Suwallia decolorata
Suwallia decolorata är en bäcksländeart som beskrevs av Zhiltzova och Levanidova 1978. Suwallia decolorata ingår i släktet Suwallia och familjen blekbäcksländor. Inga underarter finns listade i Catalogue of Life.